# سه‌گانه غربت
سه‌گانه غربت نام مستندی از ارسلان براهنی است که در سال ۲۰۱۵ در کانادا ساخته شده‌است. این مستند بلند از سه فیلم مستند «نور و صدا» (دربارهٔ سلیمان واثقی (سلی)، خواننده و موسیقی‌دان)، «قاب و دیوار» (دربارهٔ غلامحسین نامی، استاد و نقاش برجسته) و «کیمیا و خاک» (دربارهٔ رضا براهنی، نویسنده، شاعر، و منتقد ادبی پیشرو) تشکیل شده‌است.
این فیلم جایزه بهترین کارگردانی فیلم مستند در جشنواره فیلم آمستردام، جایزه بهترین فیلم تجربی از جوایز فیلم لس آنجلس، جایزه بهترین مستند از جشنواره جهانی فیلم کالت کلکته، و جایزه بهترین کارگردانی و بهترین مستند از جایزه فیلم مستقل نیویورک کسب کرده‌است.